# Mérő Rezső
Mérő Rezső (Szabadka, 1887. február 16. – Temesvár, 1954. október 26.) magyar közgazdasági szakíró.

## Életútja, munkássága
A temesvári állami főreáliskolában érettségizett (1904), tanulmányait a budapesti Kereskedelmi Akadémián folytatta. Kezdetben a temesvári Közgazdasági Bank könyvelője, majd a szolnoki Népbank cégvezetője. Az első világháború után Temesváron telepedett le, ahol előbb a Timișoara Bank, később az általa alapított Pallas Bank igazgatója. 
Közgazdasági tárgyú cikkeit, tanulmányait a bánsági újságokban, valamint a kiadásában megjelent, maga szerkesztette A Hét (1934-35) c. közgazdasági szaklapban tette közzé. Önálló kötete: Kereskedelmi tudományok (Temesvár, 1937).